# Matias Brain
Matias "Mati" Brain Peña (Santiago de Chile, 15 de janeiro de 1974) é um triatleta profissional chileno.
Matias Brain representou seu país nas Olimpíadas de 2000, ficando em 41º.